# سیارک ۳۴۵۴
سیارک ۳۴۵۴ (به انگلیسی: 3454 Lieske، نامگذاری:1981WB1) سه هزار و چهارصد و پنجاه و چهارمین سیارک کشف شده‌است که در ۲۴ نوامبر ۱۹۸۱ کشف شد.
قدر مطلق سیارک برابر ۱۳٫۶۰ است.